# Winchester Model 1903
Winchester Model 1903 — самозарядная винтовка, выпускавшаяся Winchester Repeating Arms Company в начале XX века. Это была первая полуавтоматическая винтовка, произведённая компанией Winchester. Она стала одной из первых коммерчески успешных моделей подобного типа в США.

## История
Разработка винтовки началась в 1900 году под руководством конструкторов Томаса Браунинга, Вильяма Мейсона и Томаса Кросли Джонсона. Коммерческий выпуск начался в 1903 году. Винтовка была предназначена прежде всего для гражданского рынка и охотников. В течение всего периода производства было изготовлено более 126 000 единиц.

## Конструкция
Автоматика винтовки действует по принципу отдачи  свободного затвора. Возвратная пружина размещена в цевье. Магазин трубчатый, на 10 патронов, помещается в прикладе. Магазин снаряжается через окно в правой стороне приклада. Для ручной перезарядки нужно нажать на шток, выступающий вперед из цевья. Выброс гильз — вправо через окно в ствольной коробке.
Winchester Model 1903 использовала специально разработанный патрон калибра .22 Winchester Automatic, который не был совместим с другими распространенными 5,6-мм патронами: .22 Short, .22 Long или .22 Long Rifle. Причиной этому стало стремление компании избежать использования низкокачественных патронов, не обеспечивающих надёжную работу автоматики.

## Производство и развитие
Model 1903 выпускалась до 1932 года. В 1933 году винтовка была модернизирована и перезапущена под обозначением Winchester Model 63. Новая модель использовала более распространённый патрон .22 Long Rifle, сохранив при этом общую конструкцию и внешний вид предшественницы..   

## Использование
Winchester Model 1903 использовалась преимущественно охотниками и стрелками-любителями. В военном применении винтовка практически не встречалась. Одна из моделей винтовки хранится в коллекции Имперского военного музея в Лондоне.